# San Giovanni in Galdo
San Giovanni in Galdo är en ort och kommun i provinsen Campobasso i regionen Molise i Italien. Kommunen hade 553 invånare (2018).